# Carlowitz
Carlowitz, är en uradlig släkt från Meissen i Sachsen, känd sedan 1311 i kurfurstendömet Sachsen.
Dess stamfader, Hans von Carlowitz (omkring 1365-1403) var vasall under burggreven av Dohna. Släkten har två linjer, Kraishca och Rabesten, inom vilken sistnämnda förekommer dubbelnamnen Carolwitz-Maxen och Carlowitz-Hartitzsch.
Bland ättens mera kända medlemmar märks:
- Christoph von Carlowitz, tysk statsman
- Albert von Carlowitz, sachsisk minister
- Georg Karl von Carlowitz, sachsisk militär
- Hans Karl Adolph von Carlowitz, sachsisk militär